# Máriakéménd
Máriakéménd là một thị trấn thuộc hạt Baranya, Hungary. Thị trấn này có diện tích 15,78 km², dân số năm 2010 là 578 người, mật độ 37 người/km².